# 大油坑
25°10′19.78″N 121°34′48.53″E / 25.1721611°N 121.5801472°E

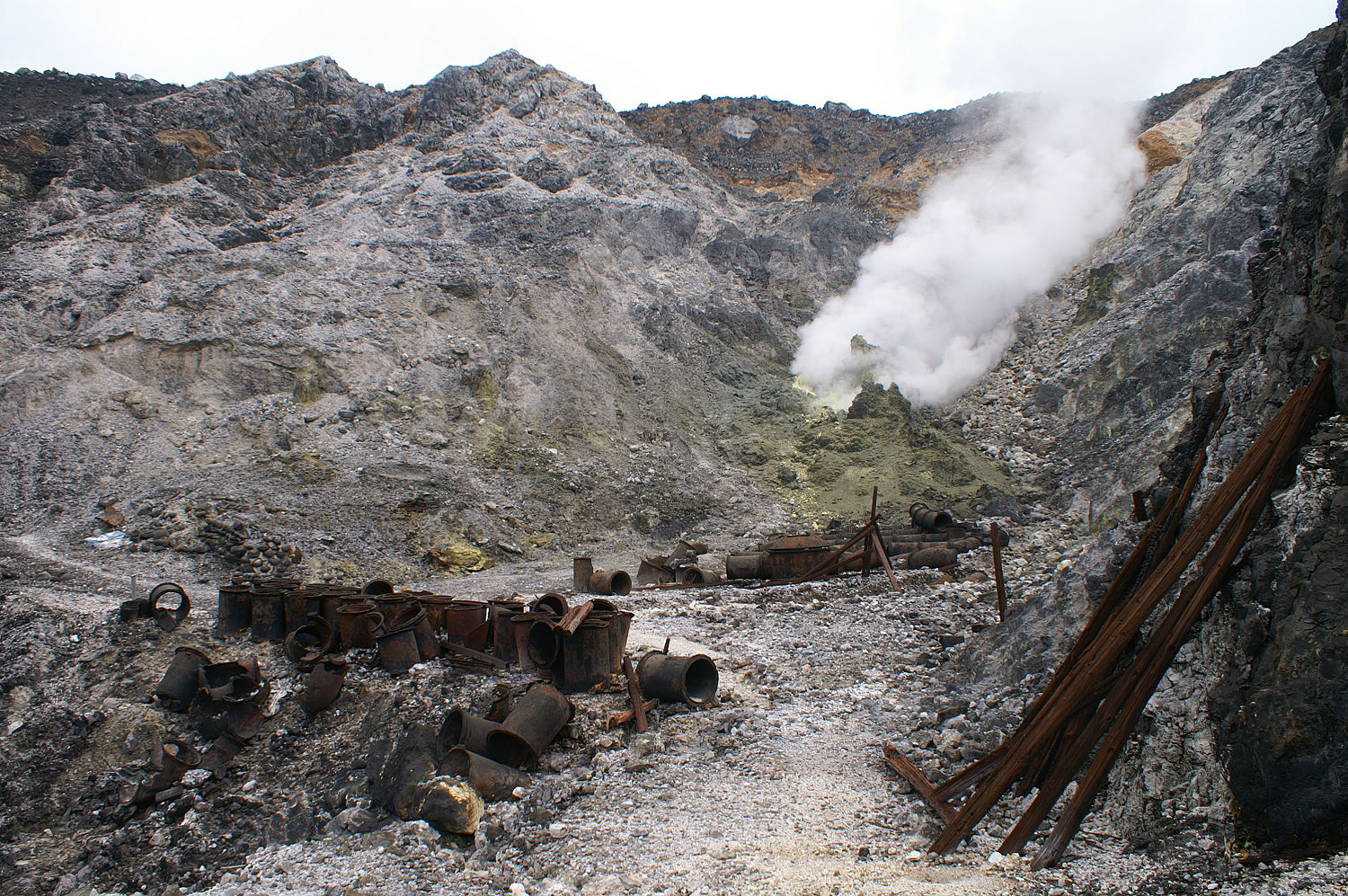
大油坑噴氣口

大油坑是一處位於台灣新北市金山區西南方，靠近台北市北投區，介於七股山與大尖後山之間的火山噴氣孔，噴氣量大且活動劇烈，溫度可以達到120℃左右，是全臺灣規模最大的噴氣孔區，屬於陽明山國家公園境內。

## 硫磺採礦
大油坑的噴發蒸氣中含有多種礦物，包括硫磺。1897年時，英商德記礦業公司即取得「草山大油坑」的礦權，開啟大油坑與陽明山區的採硫史。因劃入國家公園範圍內，採礦活動皆已停止，而遺留當時煉製硫磺所用的器具、工寮與採磺古道。大油坑下有天然溫泉露頭，屬硫酸鹽氯化物泉，pH值約1～2，水質呈強酸性，色黃灰，有強烈硫化物的臭味，水溫可達攝氏99度。露頭附近的岩石經強烈的矽化作用，已使原來礦物完全換質為白色的方矽石。
大油坑噴發區為特殊的「後火山活動」景觀，但因地質脆弱、易崩塌且有高溫噴氣、溫泉露頭，並不適合一般遊客前往，因此知名度也稍遜於開發完善的小油坑。